# Gromiec
Gromiec – wieś w Polsce położona w województwie małopolskim, w powiecie chrzanowskim, w gminie Libiąż.
W 1595 roku wieś położona w powiecie śląskim województwa krakowskiego była własnością kasztelana wiślickiego Mikołaja Ligęzy. W latach 1975–1998 miejscowość administracyjnie należała do województwa katowickiego. Wcześniej, od 1921 należał do Województwa krakowskiego. Miejscowość była również częścią Wolnego Miasta Kraków.
| SIMC    | Nazwa     | Rodzaj    |
| ------- | --------- | --------- |
| 0215858 | Brzeźniak | część wsi |
| 0215864 | Kącik     | część wsi |
| 0215870 | Łęg       | część wsi |
| 0215887 | Szyjki    | część wsi |

## Historia
Pierwsze wzmianki o Gromcu pochodzą z XII wieku, kiedy to wieś została nadana przez księcia Bolesława Kędzierzawego klasztorowi benedyktynów w Tyńcu. W późniejszych wiekach Gromiec wielokrotnie zmieniał właścicieli, a w 1595 roku wieś została sprzedana przez starostę krakowskiego na rzecz miasta Krakowa.
W czasie II wojny światowej na terenie Gromca działały partyzantki, m.in. AK i BCh. Wieś była też miejscem walk frontowych w trakcie ofensywy styczniowej w 1945 roku.
Dawniej w granicach Gromca znajdowała się zniesiona miejscowość Ostropole.

## Transport
Gromiec położony jest na uboczu od głównych szlaków komunikacyjnych. Główną ulicą w Gromcu jest Droga Powiatowa 1001 K (ulica Nadwiślańska). Komunikację publiczną zapewnia ZKKM Chrzanów. Obsługujący linię 15 jeżdżącą z Młoszowej przez Trzebinię, Chrzanów i Libiąż do pętli Gromiec Granica, przy granicy z Bobrkiem. Do Gromca jeździ także MZK Oświęcim Obsługujący linię 22 z Centrum Oświęcimia do pętli na Szyjkach.